# アル＝グザート・アル＝ムジャーヒディーン
アル＝グザート・アル＝ムジャーヒディーン（アラビア語: الغزاة المجاهدين, ラテン文字転写: al-ghuzāt al-mujāhidīn,「ジハードの戦士」を意味する）は、ナスル朝がイベリア半島のキリスト教王国から自国を防衛するために北アフリカのマリーン朝から追放されたゼナータ族のベルベル人を兵士に採用し、組織化した軍事集団である。
採用された兵士の多くはイスラーム教徒の防衛を宗教的義務と考え志願した者たちから成っていた。北アフリカ出身の志願兵は11世紀にはすでにグザートという呼称でイベリア半島に現れていたが、ナスル朝の建国者であるムハンマド1世（在位：1238年 - 1273年）の晩年に募集が拡大され、息子のムハンマド2世（在位：1273年 - 1302年）によって制度化されるとともにさらに規模が拡大された。時が経つにつれてアル＝グザート・アル＝ムジャーヒディーンはナスル朝の現地人の軍隊の規模を凌駕するようになり、ムハンマド2世の治世が終わるころには1万人の兵士を数え、軍隊の主力を形成するに至った。
グアディクス、ロンダ、およびマラガなどの主要都市において任命された地方の司令官と同様に、アル＝グザート・アル＝ムジャーヒディーンの指導者が就任した役職であるシャイフ・アル＝グザートはナスル朝の政治において影響力のある地位を保持した。

## 歴史と役割

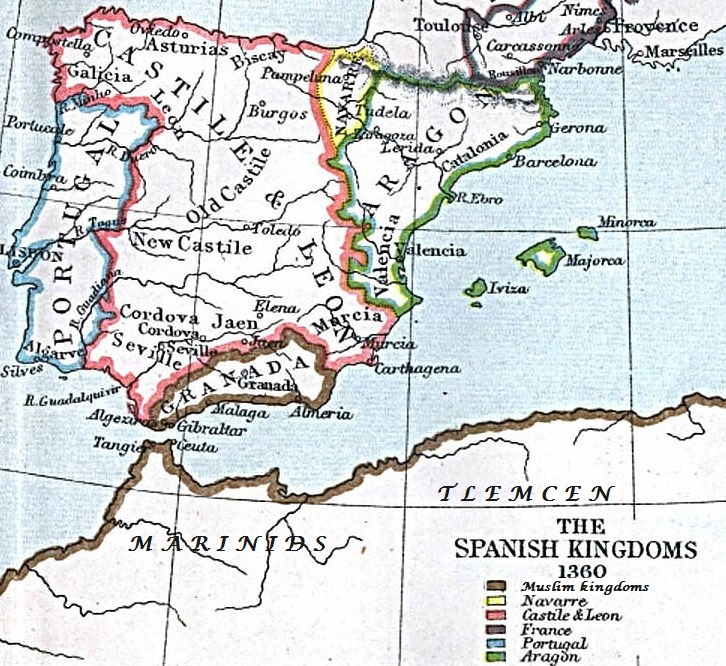
1360年時点のイベリア半島の勢力図。南部の茶色の部分がナスル朝。

アル＝グザート・アル＝ムジャーヒディーンはナスル朝とフェズを首都として北アフリカを支配していたマリーン朝の間の複雑な関係に起源を持っている。兵士の多くはしばしばマリーン朝の反体制派に率いられていた不満分子や反乱分子たちであり、これらの人々は争いに敗れた後にナスル朝へ避難した。ナスル朝の軍隊の構成は今もなお不明な点が多いが、アル＝グザート・アル＝ムジャーヒディーンの各々の集団は、北アフリカから兵士たちを連れてきた王子やその家族に仕え続けながら、それぞれの独自性と指導力を保持し続けていたとみられている。また、アル＝グザート・アル＝ムジャーヒディーンの中心的な拠点はフエンヒローラに置かれていた。
マリーン朝のスルターンにとって、アル＝グザート・アル＝ムジャーヒディーンは潜在的に厄介な問題やスルターン位継承のライバルを排除するだけでなく、マリーン朝政権がアル＝アンダルスのイスラーム教徒の守護者であり、ムラービト朝やムワッヒド朝といった先任者たちのジハードの伝統を受け継ぐ者として自らを演出し続けることを可能にする有効な解放弁でもあった。アル＝グザート・アル＝ムジャーヒディーン自身、とりわけその指導者たちにとって、ナスル朝における軍務は安全な避難場所を手にする役割を果たしていた。また、特にナスル朝のスルターンたちが積極的にかなりの自律性をアル＝グザート・アル＝ムジャーヒディーンに与えようとしていたことを考慮すると、その軍務はフェズのスルターンを打倒する試みを再開するために人脈を作り、戦力を集める機会を提供するものでもあった。最終的にナスル朝のスルターンたちはこの軍事力の流入によってかなりの恩恵を受けたが、それだけでなく、マリーン朝の反体制派の存在とアル＝グザート・アル＝ムジャーヒディーンの人々を北アフリカへ帰還させるという脅しを利用してフェズのスルターンに圧力をかけることも可能になった。
アル＝グザート・アル＝ムジャーヒディーンは急速にナスル朝の重要な権力の黒幕となったため、その指導者であるシャイフ・アル＝グザートはしばしばキングメーカーの役割を果たした。しかし、その結果としてムハンマド5世（在位：1354年 - 1359年、1362年 - 1391年）の2度目の治世中である1369年から1374年の間にスルターンがシャイフ・アル＝グザートの影響力を封じ込めることになった。それ以降、アル＝グザート・アル＝ムジャーヒディーンはナスル朝の支配者の直接的な指揮の下に置かれ、それまで有していた自律性と政治力を失った。

## 名称
アラビア語の名称であるアル＝グザート・アル＝ムジャーヒディーンは「ジハードの戦士」を意味する。一方で西洋では「信仰の義勇軍」（英語: Volunteers of the Faith）という名称も用いられるが、これは19世紀にイブン・ハルドゥーンの『キターブ・アル＝イバル』をフランス語に翻訳したバロン・デ・スレインがこの軍事集団について論じた際に使用した表現に由来する。この用語も現代に至るまで歴史家によって使われている。